# Vicente Calderón
Vicente Calderón Pérez-Cavada (Torrelavega, Cantábria, 27 de maio de 1913 - Madrid, 24 de março de 1987) foi um empresário espanhol.
Calderón foi o 21º e o 26º presidente do Club Atlético de Madrid, clube que ele presidiu durante 21 anos - em dois períodos - sendo até hoje o presidente mais longevo e o mais laureado da história do clube. O primeiro período durou de 17 de março de 1964 a 16 de junho de 1980, e o segundo de 23 de julho de 1982 a 24 de março de 1987.
Em 17 de fevereiro de 1967 ele foi laureado com a Orden de Alfonso X el Sabio.
Calderón morreu de ataque cardíaco em 24 de março de 1987, aos 73 anos.